# Physa
Physa is een geslacht van weekdieren uit de klasse van de Gastropoda (slakken).

## Soorten
- Physa fontinalis (Linnaeus, 1758) = Bron-blaashoren
- Physa jennessi Dall, 1919
- Physa meneghinii Sacco, 1886 †
- Physa natricina D. W. Taylor, 1988
- Physa subacuta Benoist, 1873 †